# Epiphragmophoridae
Die Epiphragmophoridae sind eine Familie aus der Unterordnung der Landlungenschnecken (Stylommatophora). Die Familie ist auf Südamerika beschränkt. Knapp 40 rezente Arten sind bisher beschrieben worden. Die ältesten Formen kennt man aus dem oberen Miozän (Neogen).

## Merkmale
Die Gehäuse sind kugelig bis niedrigkonisch. Die letzte Windung ist bei vielen Arten elliptisch bis innen und außen zugespitzt. Kurz vor der Mündung fällt die Windung meist stark aus der Windungsebene ab; der Mündungsrand kann ebenfalls modifiziert sein. Die Mündung steht sehr schräg zur Windungsebene. Die Schale ist relativ dünn. Der Liebespfeilsack sitzt auf der Vagina auf; er enthält nur einen einfachen, konischen Liebespfeil. Es sind zwei, selten nur eine Schleimdrüse vorhanden. Ein Diverticulum fehlt.

## Vorkommen, Lebensweise und Verbreitung
Die Arten der Familie kommen ausschließlich im andinen Bereich Südamerikas vor (Chile, Argentinien, Bolivien, Peru und Brasilien). Sie leben dort sowohl in feuchtwarmen Regenwäldern (Yungas) des Ostabhanges der Anden als auch in trocken-warmen Gebieten in den höheren Regionen der Anden.

## Systematik
Schileyko (2004) rechnet zu dieser Familie sechs Gattungen:
- Epiphragmophora Döring, 1875
- Doeringina Ihering, 1929
- Pilsbrya Ancey, 1887
- Karlschmidtia Haas, 1955
- Dinotropis Pilsbry & Cockerell, 1937
- Angrandiella Ancey, 1886